# Tellervo vereja
Tellervo vereja är en fjärilsart som beskrevs av Hans Fruhstorfer 1910. Tellervo vereja ingår i släktet Tellervo och familjen praktfjärilar. Inga underarter finns listade i Catalogue of Life.